# Икономика на Румъния
Румъния е държава с развиваща се пазарна икономика и един от най-скорошните членове на Европейския съюз. След разпада на Съветския блок, тя е една от най-бедните страни в Европа, дължащо се главно на провала на икономическата политика на Николае Чаушеску през 70-те години на XX век. Въпреки това през настоящия век тя се развива с бързи темпове, предимно заради членството си в ЕС и силното търсене на неговите държави членки, отбелязвайки един от най-бързите растежи на БВП в рамките на Стария континент до 2009 г. Нейната икономика е на 11-о място по номинален БВП в ЕС, и на 8-о по паритет на покупателната способност.
Добрите макроикономически показатели спомагат за създаването на средна класа в последните години, както и за намаляването на широко разпространената бедност. Общият размер на преките чужди инвестиции от 1989 г. насам възлиза на над 170 млрд. долара. Корупцията и бюрокрацията обаче продължават да са спънка за добрата бизнес среда.
Увеличеното вътрешно търсене, вдигането на заплатите, покачването на цените на енергията и влошената фискална дисциплина, довеждат до рязко покачване на инфлацията в периода 2007 – 2008 г.
С настъпването на глобалната финансова криза, БВП на Румъния се свива с повече от 7% през 2009 г. Това принуждава правителството да търси международна помощ от МВФ, ЕС и други финансови институции, в размер на 26 млрд. долара. От 2011 г. държавата отново отчита положителен растеж, генериран основно от стабилния износ.

## Общ преглед
Векове наред основният поминък на населението на Румъния е земеделието. През 30-те години на миналия век, тя е една от главните производителки на пшеница, зърно и месни продукти. В този период дори е наричана „хлебната кошница на Европа“. През 50-те години, под ръководството на Георге Георгиу-Деж, започва развитието на тежката индустрия в страната.
Румъния добива въглища, природен газ, желязна руда и петрол, но повечето суровини, нужни за индустриалния капацитет се внасят от чужбина. Индустриалното производство включва химикали, обработка на метали, производство на машини, индустриално и транспортно оборудване, текстил, потребителски стоки, обработка на дървен материал и екипировка.
39,2% от територията ѝ е пригодна за оране, 28% са гори, 21% са пасища, ливади и овощни градини и 2,5% лозови масиви.
Резултатът по икономическа свобода в Румъния е 65,1 пункта, което я нарежда на 59-о място в света. Глобалната финансова криза наложи на правителството да предприеме някои структурни реформи в областта на разходите и пазара на труда, както и да вложи усилия за възстановяването на устойчива фискална рамка и подобряване на конкурентоспособността на икономиката. В доминирания от държавата енергиен сектор се насочват усилия за усилване на конкуренцията, както и за привличането на частни капитали.
Селското стопанство в страната е недобре развито, въпреки относително големия дял на населението в селските райони. Разликата в благосъстоянието между селските и градските райони е неприемливо голяма. Въпреки че 30% от работната сила е заета в селското стопанство, Румъния внася все по-голямо количество хранителни продукти от външни пазари.
След осъществената приватизация и реформи, държавният контрол е един от най-ниските в Европа. През 2005 г. е въведен конкурентен плосък данък от 16% (ДОО и корпоративен данък), който спомага за развитието на частния сектор.

## Индустрия
Румъния разполага с големи запаси от природни ресурси в т.ч. петрол, дървен материал, природен газ, желязна руда, въглища и сол, както и водноелектрически съоръжения. Острата нужда от инвестиции обаче, задържа развитието на добива на ниско ниво. Въглищният сектор е един от най-силно засегнатите в периода на прехода от планова към свободна пазарна икономика. Натискът от международните институции за затваряне на замърсяващите и неефективни производтсва, довежда до масово съкращаване на десетки хиляди работници, тласкайки равнището на безработицата до 70% в някои райони на страната.
Залежите на нефт в страната се оценяват на 1,4 милиарда барела – най-големите в Източна Европа. Румъния е била главен износител на нефт в близкото минало, но липсата на инвестиции
причинява хроничен спад в производството, като в днешни дни запълва половината от вътрешните си нужди с внос. Инициирани са мерки за привличане на чуждестранни инвеститори, които да осъществят изследване на находища в акваторията на Черно море както и на сухоземната територия. Доказаните резерви на природен газ в страната се оценяват на 4,023 трлн. кубически метра (1998 г.).
Производственият сектор е доминиран от производство на машини, метали, химикали, текстил – захранвайки вътрешния пазар и служещи за експорт. Текстилният и обувният сектори са едни от най-успешните в първото десетилетие на XXI век, дължащо се главно на поръчките от западноевропейски и американски партньори, привлечени от ниските оперативни разходи и заплати.

### Автомобилна индустрия
Автомобилната индустрия традиционно е един от водещите сектори на румънската икономика. Местната асоциация на автомобилните производители отчита 10% дял в БВП на страната за 2010 и 2011 г., равняващо се на около 9 млрд. евро. В същото време за 2011 г. износът на автомобили за международните пазари възлиза на 20 % от общия експорт. Източноевропейската държава е водещ производител на автомобили в региона си. Тя е приемник на два автомобилни завода – „Дачия“ в Миовени и „Форд“ в Крайова.
За 2011 г. са произведени повече от 310 000 пътнически превозни средства, което е един от най-ниските показатели по производство на 1000 жители за ЕС. Очаква се до 2015 г. тяхното количество да бъде 569 000 на година.
Подразделението на Рено, Дачия отчита глобални продажби от 343 233 единици за 2011 г., а моделът Дъстър е най-продаваният модел с 47% от общото количество. Заводът има капацитет от 350 000 единици годишно, а наетите в него са 13 800 души.
През 2008 година Форд Мотър Къмпани придобива бившия завод на Деу в Крайова. Производството на автомобили започва през 2009 г. с капацитет от 300 000 автомобила годишно. През 2011 г. броят на наетите надхвърля 3500 души. Общите инвестиции на компанията до юни 2012 г. достигат 675 млн. евро. Планирано е увелиение на капацитета до 350 000 автомобила, което трябва да е факт до края на 2013 г. 90% от продукцията се изнася на международния пазар.
Износът на автомобилни компоненти се увеличава с 30 % през 2010 г., достигайки стойност от 2 млн. долара. Румъния се позиционира като център за разпределение в региона с лесен достъп до пазарите на Русия, Турция, Украйна и Полша. произвежданите компоненти включват електрически и електронни системи, гуми, кабели, волани, скоростни кутии, системи за сигурност, седалки и др. Водещи доставчици са Autoliv Romania, Continental Automotive Products, Takata-Petri и Schaeffler Romania.
| Автомобилен пазар в Румъния | 2010         | 2011         |
| --------------------------- | ------------ | ------------ |
| Общ размер на пазара        | $2,04 млрд.  | $2,252 млрд. |
| Местно производство         | $3,788 млрд. | $3,968 млрд. |
| Износ                       | $2,76 млрд.  | $3,2 млрд.   |
| Внос                        | $1,733 млрд. | $1,92 млрд.  |

## Транспорт
Цялата транспортна инфраструктура е държавна собственост и се администрира от Министерството на транспорта, строителството и туризма на Румъния, освен в случаите на концесия. Според данните на ЦРУ, транспортната мрежа в страната е дълга 81 713 км, от които 78 000 км извън населените места. Планирани за изграждане са 2262 км магистрална мрежа, съдържаща в себе си 6 магистрали и 6 магистрални обхода.
Заради географското си положение, Румъния е важен кръстопът на международната търговия. Поради крайно недостатъчните инвестиции, поддръжка и ремонти, инфраструктурата е в лошо състояние и не може да осигури нужното ниво за обслужване на пазарната икономика, изоставайки.
Инфраструктурата във въздушния транспорт е сравнително добре развита, но все още назад от западноевропейските стандарти. Налице са 17 пътнически летища, повечето от които обслужват и международен трафик. Най-натовареното от тях е Анри Коанда със своите 4917 хил. пътници за 2010 г. В страната има 200 въздушни коридора, което е най-голямото количество за цяла Европа.

## Туризъм
Туризмът в Румъния е съсредоточен върху природните дадености и богатото историческо наследство.
Той е значителен фактор в приходите за румънската икономика, допринасяйки с 4,8% в БВП за 2006 г. с 4,8% наети от цялата работна сила на страната. Той е вторият по големина сектор в сферата на услугите, като е и най-бързо развиващият се, характеризиращ се с огромен потенциал.
През последните години е популярна туристическа дестинация сред европейците, опитвайки се да се конкурира с държави като България, Гърция, Испания и Италия. Места като Мангалия, Констанца и Мамая са подходящи за летен туризъм, а Валея Праховей и Брашов за зимен. Трансилванските градове като Брашов, Сигишоара, Сибиу и Търгу Муреш привличат с тяхната средновековна атмосфера и замъци. Алтернатива е селският туризъм, показващ фолклора и традициите в страната.